# Papirusul de la Mangalia
Papirusul de la Mangalia este un papirus din secolul al IV-lea î.Hr. care a fost descoperit în anul 1959 la Mangalia (România) și trimis pentru restaurare la Moscova (Uniunea Sovietică). În acest moment, el este unul din cele mai vechi papirusuri din Europa care a fost descoperit și a fost scris în limba greacă antică (Papirusul de la Derveni din Grecia datează din aceeași perioadă).